# ساشا پتروویچ
ساشا پتروویچ (صربی: Saša Petrović؛ زادهٔ ۳۱ دسامبر ۱۹۶۶) بازیکن سابق و مربی فوتبال اهل مونته‌نگرو است و وی در حال حاضر مربی تیم فوتبال استقلال تهران است.
از باشگاه‌هایی که در آن بازی کرده است می‌توان به باشگاه فوتبال سوتیسکا نیکشیچ، باشگاه فوتبال ستاره سرخ بلگراد، باشگاه فوتبال بئوگراد، باشگاه فوتبال الچه، باشگاه فوتبال شاندونگ تایشان، و باشگاه فوتبال چونام دراگونز اشاره کرد.
وی همچنین در تیم ملی فوتبال صربستان بازی کرده است.